# Hans Imelmann

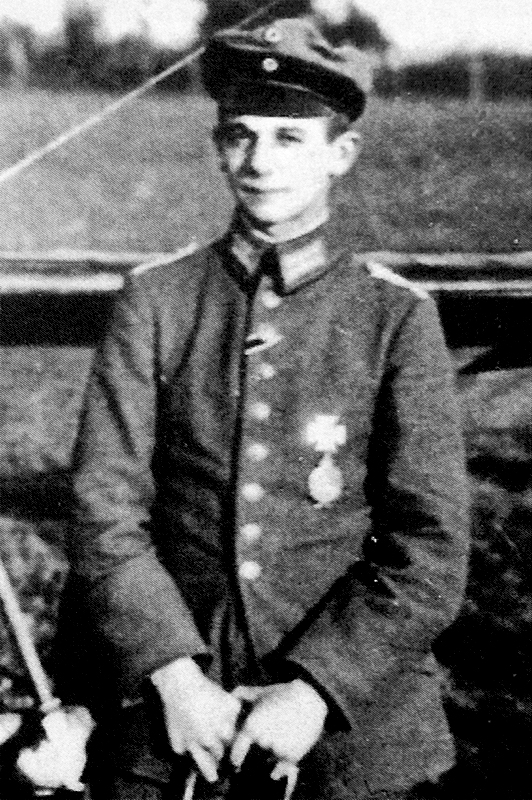

Hans Imelmann (* 14. Mai 1897 in Hannover; † 23. Januar 1917 bei Miraumont, Département Somme) war ein deutscher Jagdflieger im Ersten Weltkrieg. Er wurde noch vor Vollendung seines 20. Lebensjahres abgeschossen und getötet.

## Leben
Imelmann meldete sich beim Ausbruch des Ersten Weltkriegs als Kriegsfreiwilliger zur Fliegertruppe und wurde zum Piloten ausgebildet. Oswald Boelcke, der im August 1916 zum Chef der neu aufgestellten Jagdstaffel 2 ernannt worden war und sich die Piloten seiner Staffel selbst aussuchen durfte, sah den erst 19-jährigen Imelmann bei dessen Kampfausbildung als Eindeckerpilot beim Kampfeinsitzerkommando (KEK) Metz auf dem Militärflugplatz Metz-Frescaty und wählte den jungen Leutnant der Reserve für seine Staffel. Imelmann war der jüngste Pilot der Jasta 2. Innerhalb von weniger als fünf Wochen, vom 10. Oktober bis zum 9. November 1916, erzielte Imelmann fünf Luftsiege, mehrere davon bei gemeinsamen Einsätzen mit seinem Staffelkameraden Manfred von Richthofen. Seinen sechsten und letzten errang er am 20. Dezember 1916.
Am 23. Januar 1917 kam es über dem Dorf Miraumont (nordöstlich von Albert und westlich von Bapaume) in Nordfrankreich zu einem Luftkampf zwischen Imelmanns Albatros D.III und einer britischen B.E.2c mit Captain J. C. McMillan (Pilot) und Second Lieutenant Hopkins (Beobachter). Um 14:05 Uhr ging Imelmanns Maschine nach einer MG-Treffergarbe in den Treibstofftank in Flammen auf und stürzte ab. Imelmann war das erste deutsche Fliegerass, das im Jahre 1917 im Luftkampf abgeschossen wurde und dabei ums Leben kam.